# Fibra vegetale

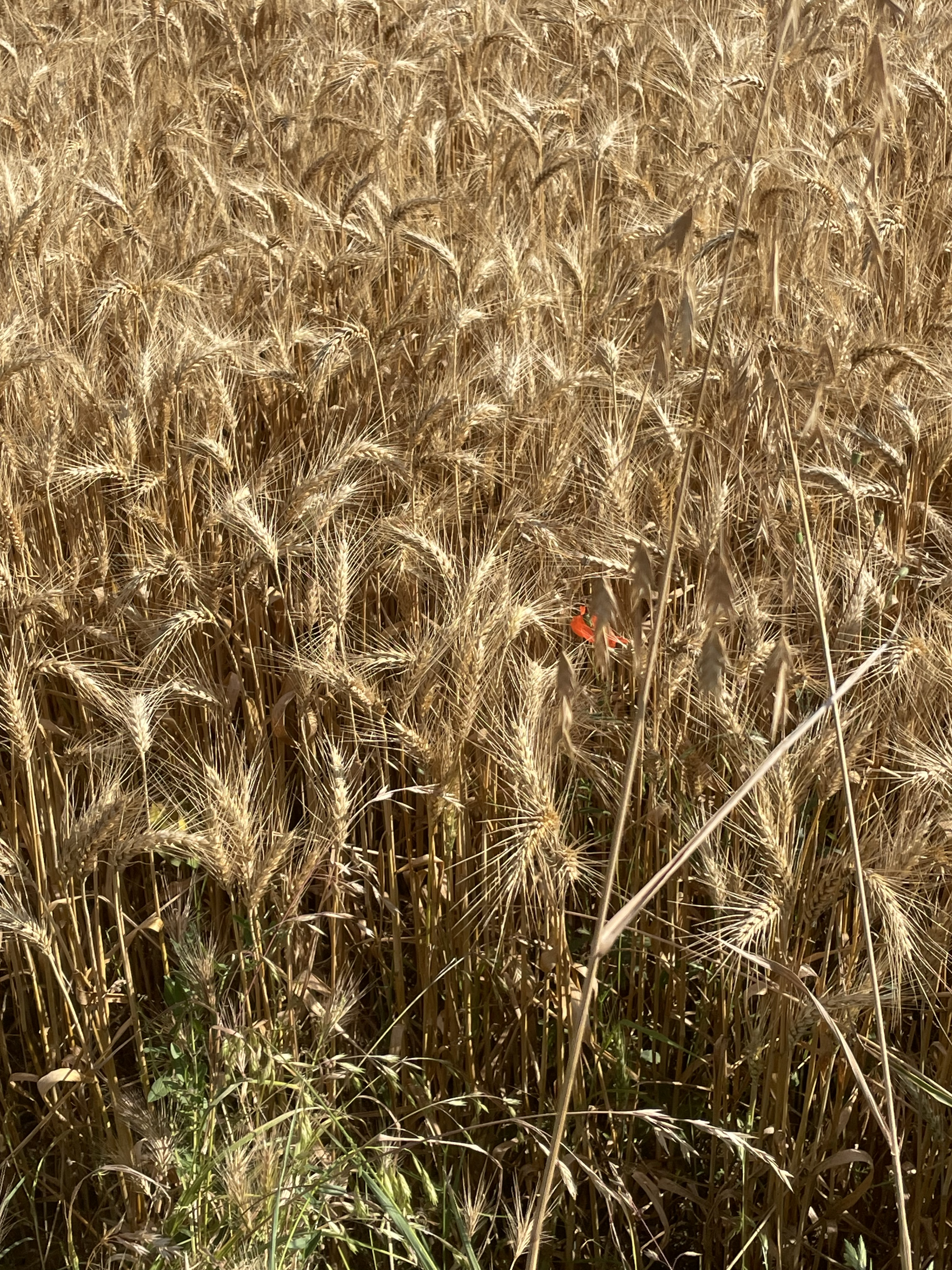
Biomassa agri-cerealicola da frumento della Regione Campania, Italia

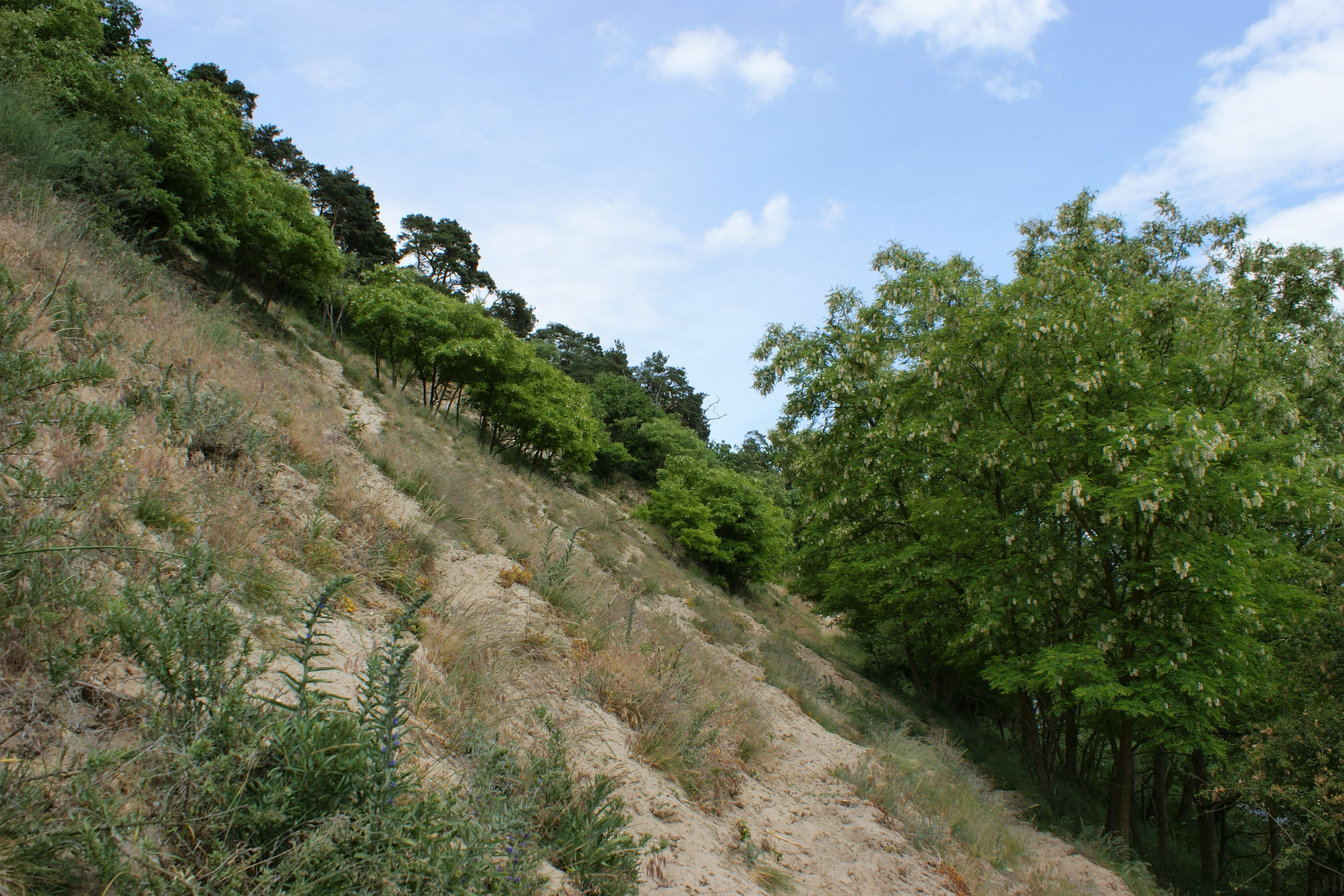
Biomassa forestale potenzialmente valida per scopi tessili

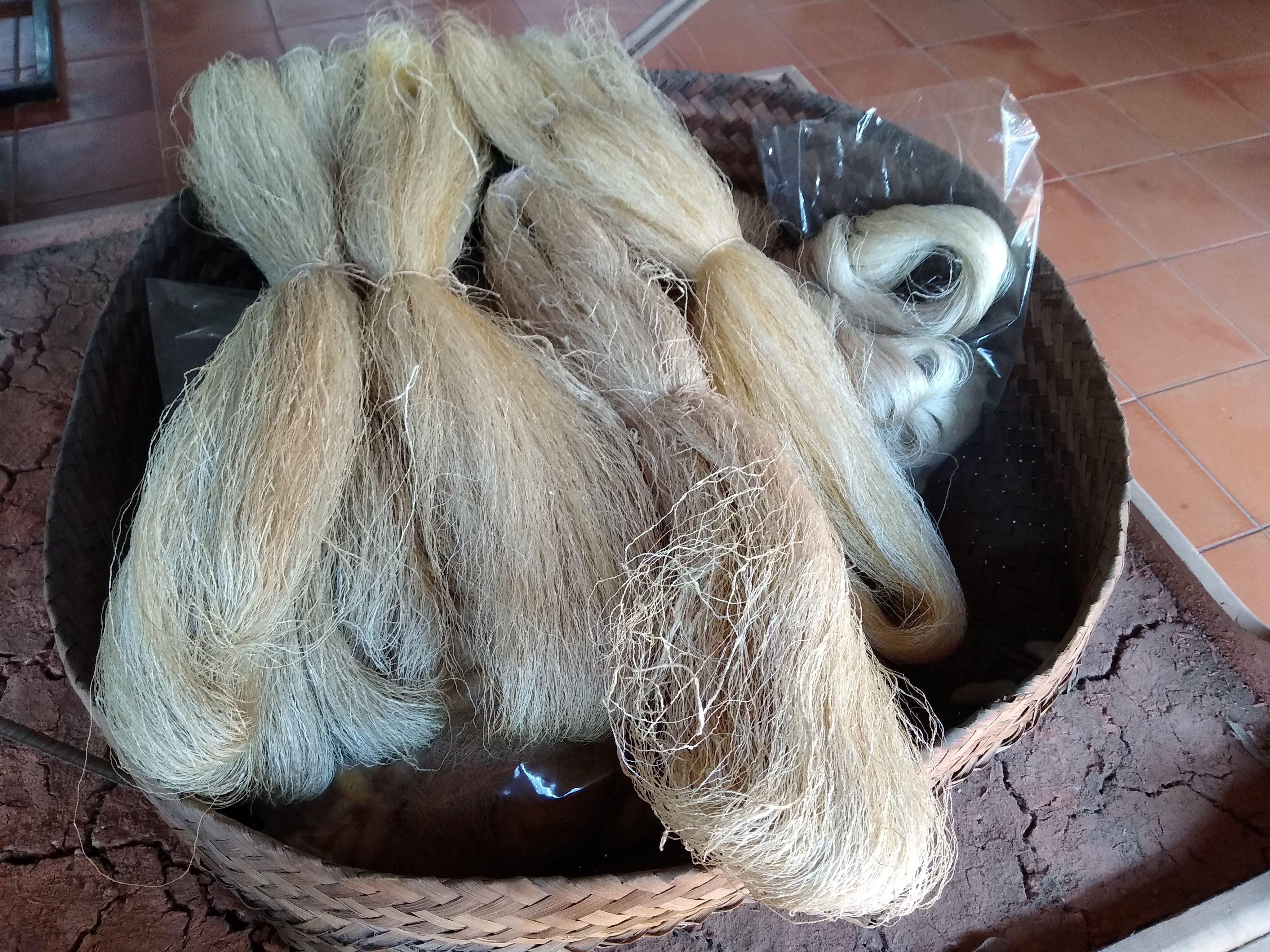
Fibre vegetali naturali estratte secondo metodi manuali e meccanici

La fibra vegetale o plant-based, è una fibra tessile costituita principalmente da risorse naturali e rinnovabili di origine vegetale. Queste fibre derivano da piante che forniscono principalmente cellulosa ma anche altre componenti come emicellulosa, lignina, pectine e cere che gioca un ruolo importante nella produzione di materiali tessili naturali e artificiali. Queste rappresentano una risorsa chiave nell'ambito della sostenibilità e dell'economia circolare.

## Classificazione

### Fibre vegetali naturali
Le fibre vegetali sono presenti in natura e possono assumere diverse forme: fibre leggere come il cotone e il kapok, fibre robuste come il cocco e il sisal, o fasci di fibre come nel caso di lino, canapa e iuta. Si suddividono in primarie e secondarie: le prime provengono da piante come canapa, iuta e kenaf, mentre le seconde derivano da sottoprodotti di altre piante, come il cocco e l'ananas. Le principali categorie di fibre vegetali sono:
- Fibra di rafia (es. lino, canapa, iuta, kenaf)
- Fibra di foglie (es. abaca, ananas, sisal)
- Fibra di semi (es. cocco, cotone, kapok)
- Fibra di paglia (es. mais, riso, grano)
- Fibra di erba (es. bagassa, bambù)
- Fibra di legno (proveniente da legno tenero e legno duro).

### Fibre vegetali semi-sintetiche
Le fibre vegetali semi-sintetiche conosciute anche come o fibre rigenerate o Man-Made Cellulosic Fibers abbreviate con MMCF,  sebbene derivate da risorse naturali, sono considerate semi-sintetiche perché il processo di trasformazione per produrle comporta la modifica della struttura originale della cellulosa. Queste fibre, come il lyocell, rayon e modal, derivano principalmente dalla polpa di legno e dalla cellulosa vegetale estratta chimicamente. La loro produzione infatti comporta un trattamento chimico della cellulosa per ottenere filamenti che vengono estrusi per rientrare in applicazioni tessili e non solo. “Fu George Audemars a scoprire, nel 1855, che dissolvendo la forma nitrata della cellulosa in alcool ed etere si formavano delle fibre quando il collodio risultante veniva tirato nell'aria. Il suo brevetto, intitolato "Obtaining and Treating Vegetable Fibres", descrive il processo di preparazione della polpa dalla corteccia interna del gelso per estrarre la fibra di cellulosa, che può poi essere pettinata, cardata e filata come il cotone. In alternativa, la fibra può essere trattata con acido nitrico, disciolta in una miscela di alcool ed etere, mescolata con una soluzione di caoutchouc ed etere, e poi tirata in sottili fili o filamenti.”
L'estrazione di risorse per la produzione di materiali tessili può provenire da diverse fonti, come il legno, le foglie delle piante e altri materiali lignocellulosici, inclusi scarti e sottoprodotti agricoli e forestali, come la paglia e i gusci di semi. Questi materiali contengono componenti come emicellulosa, lignina, pectine e cere, con percentuali variabili di ciascuno, che influenzano le proprietà meccaniche delle fibre. A seconda della composizione e dei trattamenti a cui sono sottoposte, i materiali tessili finali, generalmente trasformati in filamenti, possono avere diverse caratteristiche, come resistenza, elasticità e durabilità.

## Circolarità e raccomandazioni per l'industria tessile sostenibile

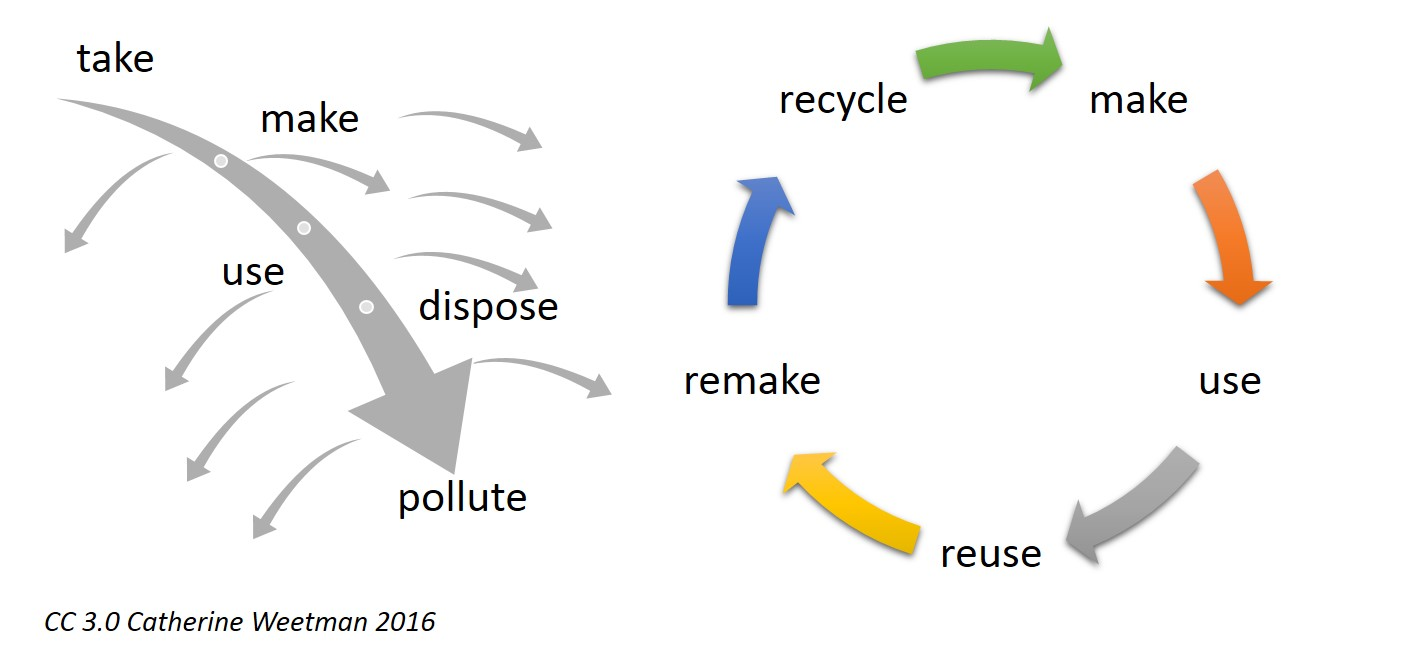
Schemi che illustrano l'economia circolare

L'economia circolare è un modello che mira a rendere l'industria tessile più sostenibile attraverso l'ottimizzazione dell'uso delle risorse, la riduzione degli sprechi e il riutilizzo dei materiali. L'economia circolare nell'industria tessile non solo contribuisce a un modello economico più sostenibile, ma anche a una gestione più responsabile delle risorse, con vantaggi tangibili sia per l'ambiente che per l'economia. Il concetto di economia circolare è supportato dal Circular Economy Action Plan dell'Unione Europea, che promuove l'efficienza delle risorse e la riduzione dei rifiuti, nonché dalla EU Strategy for Circular Textiles che mira a trasformare l'industria tessile in un sistema circolare e sostenibile. Il principio dell'economia circolare nel settore tessile è quello di mantenere le risorse nel sistema economico il più a lungo possibile. Ciò significa ridurre l'uso di nuove materie prime, promuovendo il riutilizzo e il riciclo dei materiali. Quando un prodotto tessile raggiunge la fine della sua vita utile, le risorse in esso contenute possono essere reinserite nel processo produttivo tramite il riciclo e il riutilizzo, riducendo così la necessità di estrarre nuove risorse naturali e diminuendo l'impatto ambientale derivante dallo smaltimento dei tessuti in discarica. Nel settore tessile, l'economia circolare si applica in vari modi:
- Uso di fibre sostenibili: si promuove l'uso di fibre naturali o semi-sintetiche, che sono più facili da riciclare rispetto alle fibre sintetiche. [4]
- Riutilizzo dei materiali di scarto: durante la produzione tessile si generano scarti che possono essere riutilizzati, riducendo i rifiuti e ottimizzando l'uso delle risorse. [4]
- Progettazione per la circolarità: progettare tessuti facili da riciclare o riutilizzare è fondamentale per allungare la vita dei prodotti tessili. [4]

La EU Strategy for Circular Textiles si concentra sulla promozione di strategie e raccomandazioni per ridurre l'impatto ambientale dei tessuti e migliorare la progettazione tessile orientata all'estensione del loro ciclo di vita. L'obiettivo è progettare tessuti che possano essere facilmente riciclati, ridurre gli sprechi e favorire il riutilizzo dei materiali, in modo da usare meno risorse naturali e ridurre l'inquinamento. La strategia dell'Unione Europea stabilisce definisce infatti una serie di azioni chiave qui sintetizzati:
- Stabilire requisiti di progettazione per i tessuti, per renderli più duraturi, facili da riparare e riciclare, nonché per introdurre un contenuto minimo di materiale riciclato.[5]
- Creare informazioni più chiare per i consumatori, inclusi passaporti digitali dei prodotti.[5]
- Invertire la sovrapproduzione e il consumo eccessivo, scoraggiando la distruzione di tessuti invenduti o restituiti.[5]
- Affrontare il rilascio involontario di microplastiche dai tessuti sintetici.[5]
- Contrastare il greenwashing, per dare maggiore potere ai consumatori e aumentare la consapevolezza sulla moda sostenibile.[5]
- Introdurre norme obbligatorie sulla responsabilità del produttore in tutti gli Stati membri, incentivando i produttori a progettare prodotti più sostenibili.[5]
- Limitare l'esportazione di rifiuti tessili e promuovere tessuti sostenibili a livello globale.[5]
- Incentivare modelli di business circolari, compresi i settori del riutilizzo e della riparazione.[5]
- Incoraggiare le aziende e gli stati membri a sostenere gli obiettivi della strategia.[5]

L'approccio circolare nell'industria tessile offre numerosi vantaggi, tra cui l'ottimizzazione dei processi produttivi, la riduzione dell'impatto ambientale e l'allungamento della vita dei prodotti tessili. L'adozione di pratiche circolari migliora l'efficienza produttiva e riduce i costi, in quanto diminuisce la necessità di acquistare nuove materie prime e abbassa la quantità di sprechi. Inoltre, il riciclo e il riutilizzo dei materiali contribuiscono a ridurre le emissioni di gas serra, il consumo di acqua e gli altri impatti ambientali legati sia alla produzione che allo smaltimento dei tessuti. Le pratiche circolari consentono di prolungare il ciclo di vita dei prodotti tessili, riducendo la quantità di rifiuti generati e limitando la necessità di smaltirli, grazie al riutilizzo e al riciclo.

### Processi e implicazioni
L'economia circolare offre una soluzione alternativa al modello lineare tradizionale, puntando a ridurre le emissioni di gas serra, il consumo di risorse naturali, l'inquinamento e la produzione di rifiuti, con effetti positivi su salute, economia e ambiente. Uno schema chiave dell'economia circolare largamente adottato dal settore tessile e abbigliamento è il Butterfly Scheme che distingue due cicli principali: il ciclo tecnico e il ciclo biologico. Nel ciclo tecnico, i materiali e i prodotti vengono mantenuti in circolazione attraverso il riutilizzo, la riparazione, la rifabbricazione e il riciclaggio. Nel ciclo biologico, i materiali biodegradabili vengono restituiti alla Terra per rigenerare la natura. “Nel settore del tessile e della moda si registra da anni una vera e propria accelerazione dell'impiego di biomateriali, all'insegna della decarbonizzazione e abbattere l'impatto sull'ambiente circostante. Diventare circolare e sostenibile, passando fa fonti fossili a quelle biologiche rinnovabili come materia prima, è la grande sfida che stanno affrontando i principali attori di questo mercato.”
"Generalmente, la maggiore sfida che il settore tessile affronta è che solo alcune fibre possono essere compostate e molti tessuti contengono sostanze chimiche dannose, creando sfide per la chiusura dei cicli." Nel settore tessile, chiudere i cicli significa riutilizzare le fibre, riciclare i materiali tessili o rendere alcune fibre naturali compostabili. Questo riduce la necessità di produrre nuovi tessuti e aiuta a ridurre l’impatto sull’ambiente. L’obiettivo è ridurre al minimo la produzione di rifiuti e il consumo di risorse, mantenendo i materiali e i prodotti in uso il più a lungo possibile. Ciò implica progettare i prodotti in modo che possano essere facilmente riparati, riutilizzati, riciclati o rigenerati, evitando sin da subito lo smaltimento in discarica. Infatti, chiudere i cicli significa assicurarsi che i materiali non vengano gettati via o inquinino, ma vengano sempre riutilizzati o riciclati. Questo approccio aiuta a ridurre l'uso di risorse nuove e a minimizzare l’impatto ambientale.
“È importante sottolineare che i metodi di riciclo sono attualmente applicati principalmente in un sistema a ciclo aperto (il prodotto di scarto viene elaborato e utilizzato in un'altra catena del valore, ad esempio una maglietta diventa materiale di isolamento per auto), poiché i processi di riciclo a ciclo chiuso (il prodotto di scarto viene elaborato e utilizzato all'interno della stessa catena del valore, ad esempio una maglietta diventa fibra tessile e può essere utilizzata per produrre nuove magliette) sono ancora in fase di sviluppo. Inoltre, è stato dimostrato che, chiudendo il ciclo del tessile, gli impatti ambientali possono essere ridotti e la qualità può essere controllata.“ Le difficoltà che il settore riscontra dovrebbero essere superate sviluppando strategie alternative che possano combinare i cicli tecnico e biologico. Ad esempio, nell'ottica di riciclo i rifiuti tessili possono essere recuperati, trattati chimicamente o meccanicamente per produrre nuove fibre, oppure utilizzare trattamenti biologici che utilizzano organismi biologici, come batteri, enzimi o funghi, per modificare o migliorarne le proprietà di tessuti e quindi capi di abbigliamento, rendendo i rifiuti idonei al riciclo.
Questi concetti comportano il superamento del modello di economia circolare con un focus maggiore sul ciclo biologico e perseguendo i principi chiave della bioeconomia. "La bioeconomia circolare è un sistema economico rigenerativo e a basso impatto, volto a massimizzare il valore delle risorse biologiche locali e a promuovere obiettivi di sostenibilità come la mitigazione dei cambiamenti climatici e la sicurezza energetica." Questa promuove l'uso sostenibile delle risorse naturali, la rigenerazione dei territori e la salute del suolo, integrando risorse da diversi settori economici, come l'agricoltura e la silvicoltura. Un esempio di sinergia tra settori è rappresentato da Orange Fiber, un marchio che produce tessuti sostenibili utilizzando i residui dell'industria agro-alimentare, in particolare la cellulosa ricavata dalle arance.
Questo esempio dimostra come il settore tessile possa trarre risorse da altri ambiti, creando nuovi prodotti e contribuire al riutilizzo e alla valorizzazione dei residui da attività produttive. Bioeconomia ed economia circolare dunque sono modelli complementari: la bioeconomia fornisce risorse rinnovabili, che alimentano i cicli circolari secondo i principi dell'economia circolare. Ciò crea benefici reciproci tra gli attori e i settori che sono coinvolti, con impatti positivi oltre la sfera ambientale. Per implementare questi principi, è necessario un approccio sistemico che superi il semplice design dei prodotti, monitorando la sostenibilità lungo tutta la catena di fornitura e produzione. In particolare, il modello circolare nel settore tessile dovrebbe concentrarsi sulla rigenerazione dei materiali e innovazione nei processi di trasformazione, limitando gli impatti e costituendo sistemi di prodotti, processi e servizi efficaci ed efficienti.

## Applicazioni
Le fibre vegetali, siano esse naturali o semi-sintetiche sono ampiamente utilizzate in vari settori, tra cui la produzione di materiali compositi per l'edilizia, bioprodotti e nell'industria tessile, grazie alle loro elevate proprietà prestazionali, come la biodegradabilità e la versatilità. Inoltre, la crescente attenzione alla sostenibilità ha spinto l'adozione di fibre cellulosiche come alternativa eco-compatibile a materiali sintetici derivati dal petrolio.

### Tessile

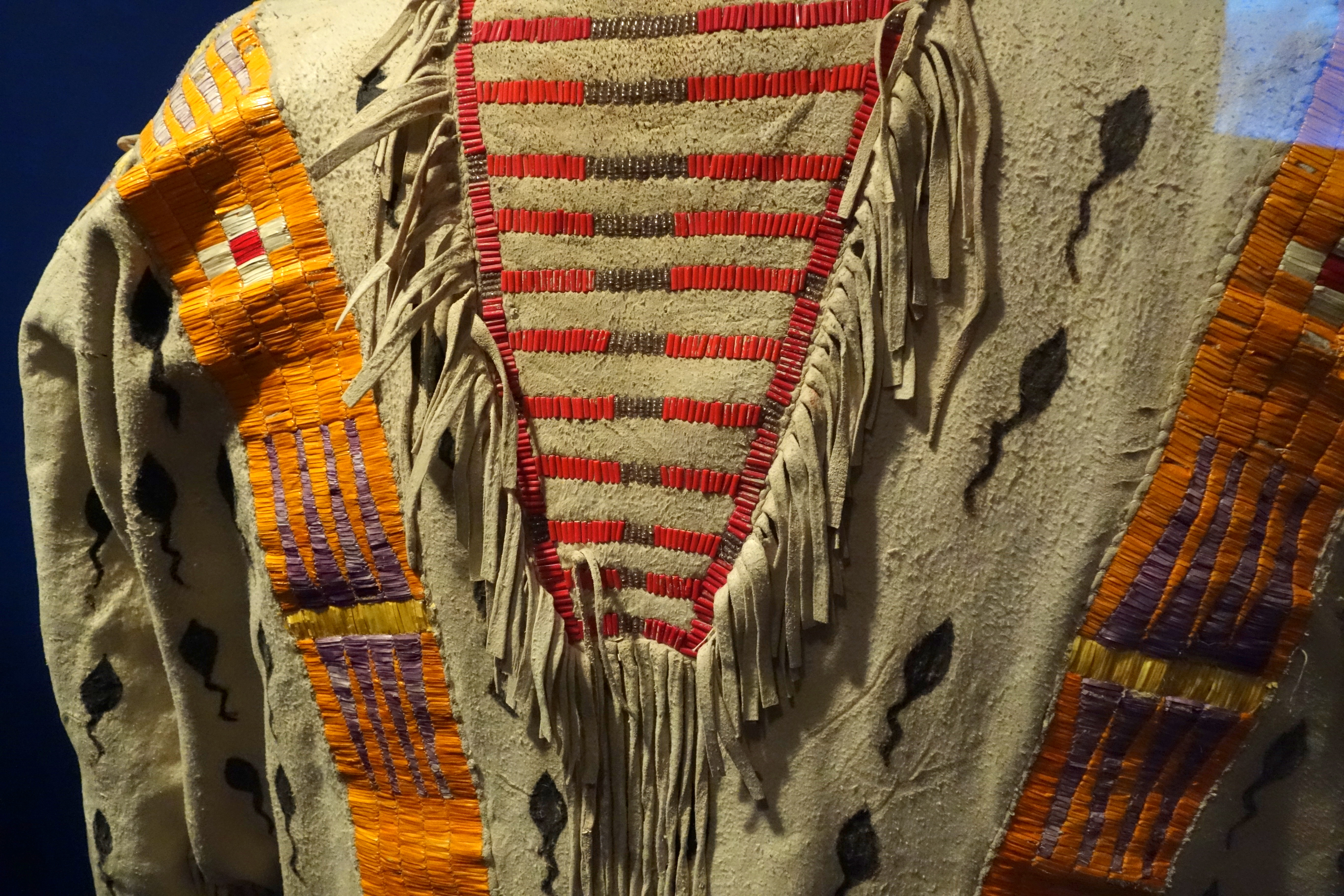
Camicia con disegno di girino, Kainai, primi anni del 1900, in pelle di alce, aculei di istrice, tinture naturali, pelli di donnola. Glenbow Museum, Calgary, Canada.

Le fibre vegetali naturali hanno sempre avuto un ruolo importante nell'industria tessile. Altre fibre vegetali, come lino, canapa, ramia, kenaf, juta, bambù, kapok e ortica, sono state utilizzate per produrre vari tipi di abbigliamento tradizionale, tessuti e articoli per la casa. Canapa, lino, ramia e kenaf vengono impiegati nell'industria tessile per la produzione di tessuti e abbigliamento tradizionale, come tende, drappeggi, tappezzeria, coperte, lenzuola, asciugamani da cucina e fili da cucito. Una delle principali difficoltà nella produzione della fibra di canapa è la mancanza di macchinari moderni specializzati. L'innovazione nell'uso di fibre vegetali alternative per applicazioni tessili, come l'abbigliamento, è in forte espansione e include fibre derivate da ananas, banana, coda di castoro, kapok e molte altre. L'industria tessile contemporanea sta esplorando nuove fonti biologiche e residui vegetali per sviluppare soluzioni sostenibili. I residui agro-forestali utilizzati in ambito tessile amplificano le opportunità di utilizzo delle risorse naturali favorendo l'efficienza nell'impiego delle materie prime e riducendo l'impatto ambientale. Un'area di particolare interesse riguarda la valorizzazione dei residui agro-forestali, che consente di recuperare componenti come oli essenziali e principi attivi. Questi vengono utilizzati per caratterizzare le fibre tessili, con applicazioni in settori specifici come la cosmetica, la produzione di coloranti naturali e altre applicazioni.

### Materiali compositi
I materiali compositi sono materiali realizzati combinando una fibra con una matrice (un materiale legante). Questa combinazione unisce le proprietà della fibra e della matrice per creare un materiale che può essere più forte della fibra utilizzata singolarmente. Quando le fibre vegetali cellulosiche vengono combinate con polimeri, si ottengono materiali rinforzati con fibre, noti come biocompositi e plastiche rinforzate con fibre. Le fibre di cellulosa vengono spesso mescolate con diverse matrici polimeriche per creare questi materiali.
Le caratteristiche fisiche delle fibre sono molto importanti perché influenzano le proprietà del materiale che si ottiene. Una delle cose più significative è la relazione tra la lunghezza e il diametro delle fibre, che è fondamentale per trasferire correttamente la forza dalla fibra al materiale che la avvolge (chiamato matrice). Le fibre vegetali, grazie alla loro forma irregolare e fibrillata, si agganciano meglio alla matrice, specialmente se quest'ultima è fragile. Le fibre di cellulosa sono anche porose, il che significa che contengono molti spazi vuoti. Quando vengono messe in una matrice, possono assorbire molta sostanza legante, il che può farle restringere e far gonfiare il materiale. Tuttavia, questi spazi vuoti rendono il materiale più leggero, migliorano la capacità di assorbire i suoni e riducono la capacità di trasmettere il calore. Per quanto riguarda la resistenza alla trazione, che indica quanto un materiale può resistere quando viene tirato, le fibre di cellulosa hanno una resistenza simile a quella delle fibre di polipropilene, ma questa relazione va spiegata meglio per essere più chiara. Infine, le fibre di cellulosa sono meno rigide rispetto ad altri materiali, il che significa che hanno un modulo elastico basso. Questo le rende adatte per l'uso in componenti edilizi che devono essere in grado di assorbire energia, come quelli che devono lavorare quando si sono già formate delle crepe. In questi casi, è importante che il materiale possa assorbire bene l'energia e resistere alle forze che agiscono su di esso. Anche questo punto potrebbe necessitare di ulteriori spiegazioni per essere più chiaro.

### Costruzioni

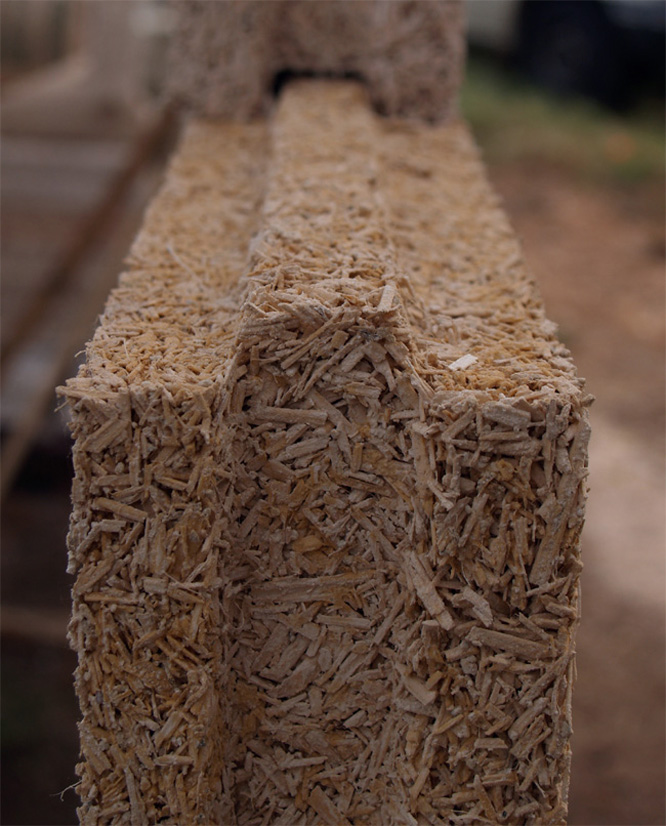
Mattone isolante acustico in canapa.

L'industria delle costruzioni è uno dei maggiori utilizzatori di materiali compositi rinforzati con fibre naturali, grazie alla crescente richiesta di edifici ecologici e sostenibili. Gli edifici verdi offrono alternative più rispettose dell'ambiente rispetto ai materiali tradizionali come cemento, acciaio e altri materiali pesanti. I biocompositi sono molto apprezzati nelle costruzioni per i loro numerosi vantaggi, come la riduzione del consumo di energia e carburante, la diminuzione delle emissioni di gas nocivi come l'anidride carbonica, e la possibilità di riciclare e usare materiali rinnovabili. Le fibre vegetali in questo settore vengono utilizzate per produrre diversi elementi da costruzione, come pareti leggere, materiali isolanti, pavimenti, rivestimenti per pareti, pannelli per tetti, mobili da esterno e componenti come cornici per finestre e porte.